# Forteresse de Semikarakorsk
La forteresse de Semikarakorsk est une ancienne forteresse médiévale khazare située dans la région de Rostov-sur-le-Don, près de la ville de Semikarakorsk. L'ancienne forteresse de Semikarakorsk est un monument de la culture archéologique Saltovo-Mayak de l'âge du fer.

## Histoire
Le site est a été au debut une forteresse khazare au début du Moyen Âge dans l'oblast de Rostov près de la ville de Semikarakorsk, construite vers la fin du VIIIe - début du IXe siècle. Le site est situé sur la colline d'une île près de Semikarakorsk. L'île elle-même est située sur la rivière Sal.
La forteresse était quatre fois plus grande que la forteresse khazare de Mayak en actuelle Ukraine.
En 1971 à 1974, des fouilles archéologiques ont été effectuées dans la zone de la forteresse qui était construite selon le système carré au carré, d'une dimension de 215 sur 200 mètres et d'une citadelle de 85 sur 80 mètres. La ville fortifiée avait aussi une grande importance commerciale.
La forteresse et la citadelle ont une longueur totale de six mètres de murs sur près d'un kilomètre et étaient la « carte de visite » des Khazars de la région. Les murs de la forteresse et de la citadelle sont composés d'environ deux millions de briques,.